# Нутригеномика
Нутригено́мика — наука о влиянии питания человека (или иных живых существ, например, домашних животных) на экспрессию генов.
Её часто разделяют на две ветви:
- Собственно нутригеномика, которая исследует эффекты нутриентов и их связь с характеристиками экспрессии генома, протеомикой, метаболомикой и результирующие изменения в метаболизме.
- Нутригенетика исследует эффекты генетической вариабельности во влиянии диеты на здоровье, с привлечением данных относительно чувствительных групп населения (например, лиц, имеющих диабет, целиакию, фенилкетонурию и т. д.)

Нутригеномика пока представляет собой не вполне сформировавшуюся отрасль науки, но её конечной целью объявляется разработка научно обоснованных персонализированных рекомендаций для оптимального питания на основании генетической информации.